# FC Viktoria 1894 Hanau
FC Viktoria 1894 Hanau was een Duitse voetbalclub uit Hanau, Hessen. De club was in 1900 een van de stichtende clubs van de Duitse voetbalbond. De club speelde in de schaduw van stadsrivaal 1. Hanauer FC 1893.

## Geschiedenis
De club werd opgericht in 1894. Viktoria sloot zich aan bij de Zuid-Duitse voetbalbond en speelde voor het eerst in de hoogste klasse in 1908 toen de bond vier competities inrichtte. Viktoria speelde in de Nordkreisliga, die in twee reeksen opgedeeld was en werd in het eerste jaar tweede achter FSV Frankfurt. Het volgende jaar werd de club zowaar kampioen en plaatste zich voor de finaleronde van de Zuid-Duitse eindronde, waar ze in een groep met Karlsruher FV, FC Bayern München en Mannheimer FG 1896 echter laatste werden. Na twee middenmootseizoenen werd de club tweede achter Frankfurter FV in 1913. Het jaar erna eindigden ze vijfde en dit was het laatste seizoen voor het uitbreken van de Eerste Wereldoorlog waardoor het voetbal op een laag pitje kwam te staan.
In 1919 voerde de Zuid-Duitse bond de Noordmaincompetitie in. Na twee seizoenen middenmoot ging deze op in de Maincompetitie, die eerst uit vier reeksen bestond maar over twee seizoenen werd teruggebracht naar één reeks. De club overleefde de eerste schifting net, maar in het tweede seizoen werden ze laatste.
In 1926 promoveerde Viktoria terug naar de hoogste klasse en werd ook nu laatste, maar door een uitbreiding van tien naar twaalf clubs bleven ze op post. Het volgende seizoen werd Viktoria voorlaatste en degradeerde. Hierop fuseerde de club met Sport 1860 Hanau en werd zo SpVgg Hanau 1860/1894, het huidige TSV Hanau 1860.